# Детективный синдром
«Детективный синдром» — российская восьмисерийная криминальная драма продюсерской компании «Среда» для Первого канала, продюсерский дебют режиссёра Егора Баранова. В главной роли — Аристарх Венес. Другое название этого телесериала — «Потерянные».

## Сюжет
Павел служит курьером у криминального авторитета Германа. Он получает легкие деньги и не заглядывает далеко вперед. Ни к чему не стремится, ни к кому не привязывается. Павел словно заморожен с тех пор, как пропал его отец.
Когда отец ушел и не вернулся, мать решила, что он бросил семью. А Павел уверен, что с отцом что-то случилось.
Однажды у Павла украли деньги босса. Если он не найдет похитителя и не вернет деньги, его убьют. Поиски завели Павла в психиатрическую клинику, и здесь он оказался на странном тренинге: пациенты под руководством лечащего врача разгадывают логические ребусы.
Отчаявшийся Павел решил обратиться к «психам»: может, они подскажут, где искать похищенные деньги? Реальная загадка, в отличие от придуманного ребуса, пробудила у пациентов живой интерес, и версии посыпались одна за другой. Предположения кажутся безумными, но Павел решил проверить. В результате он нашел деньги и спас свою жизнь.
Курьер решил сменить деятельность: он стал частным детективом. В расследованиях ему помогают те самые пациенты клиники. Постепенно эти люди, потерянные для общества, стали для Павла второй семьей. Он отогрелся душой, оттаял и вспомнил, что в жизни есть место не только боли, но и любви. Павел больше не одинок.

## Актёры
| Актёр                | Роль                                                                 |
| -------------------- | -------------------------------------------------------------------- |
| Аристарх Венес       | Павел Коротаев                                                       |
| Кристина Казинская   | Татьяна Андреевна Панкова психиатр                                   |
| Анна Шепелева        | Марина любовница Германа                                             |
| Фёдор Лавров         | Герман Николаевич криминальный бизнесмен, на которого работает Паша  |
| Сергей Епишев        | Юрий Феликсович Кулагин коллега Татьяны                              |
| Сергей Петров        | Иван Арнольдович Шмидт главврач психоневрологического диспансера №2  |
| Александр Голубков   | Олег бывшая правая рука Германа                                      |
| Павел Чинарёв        | Александр Коротаев брат Павла, сотрудник полиции                     |
| Никита Абдулов       | Евгений Фролов коллега Александра, сотрудник полиции                 |
| Георгий Стрелянный   | Гоша сын Татьяны                                                     |
| Валерия Куликова     | Лера Дудинская пациент психоневрологического диспансера №2           |
| Владислав Тирон      | Костя Николаев пациент психоневрологического диспансера №2           |
| Андрей Капустин      | Фёдор Сергеевич пациент психоневрологического диспансера №2          |
| Сергей Аброскин      | Игорь пациент психоневрологического диспансера №2                    |
| Cepгeй Муравьёв      | Борис Игоревич Хлебников пациент психоневрологического диспансера №2 |
| Александр Танхилевич | Влад пациент психоневрологического диспансера №2                     |
| Илья Савельев        | Андрей Петрович пациент психоневрологического диспансера №2          |
| Александр Корженков  | Виктор Иванович отчим Павла                                          |
| Мария Сурова         | Валентина Дмитриевна мама Павла                                      |
| Мария Мошкович       | Нина сестра Фёдора                                                   |
| Людмила Чиркова      | Галина Егоровна бабушка Кости                                        |
| Олег Васильков       | Андрей Евгеньевич отец Павла                                         |
| Любовь Руденко       | Любовь Богдановна                                                    |
| Сергей Гилёв         | охранник ювелирного магазина                                         |
| Валентин Варецкий    | Егор Игоревич Петровский военный пенсионер                           |
| Роман Волобуев       | бармен-киллер                                                        |

## Эпизоды
|  | 1 | 8 | 06 октября 2022 | 17 ноября 2022 |

## Список серий
| № серии | Премьера   | Описание серии |
| ------- | ---------- | --- |
| 1       | 06.10.2022 | Паша, правая рука криминального авторитета Германа. Он выполняет все его поручения за хорошую оплату. Собрав с нескольких точек деньги по поручению начальника, он попадает в подставную аварию и рюкзак с деньгами у него воруют. Случившемся Павел делится со своим братом Сашей, он полицейский. Похожий случай произошел с бухгалтером, который сошел с ума из-за случившегося. Поиски украденных денег приводят парня в психиатрическую клинику, где он знакомится с доктором Татьяной Андреевной и больными занимающимися терапией в группе. Появление Паши приводит к прорыву в новой методике врача психиатра, она предлагает ему сотрудничество, ведь группа больных помогает Павлу сообща найти украденные деньги. |
| 2       | 06.10.2022 | Паша завел Роман с девушкой Германа за спиной боса. Ювелирный магазин ограбили, из за открывшихся детективных способностей Герман отправляет Пашу найти грабителей. Украдено одно единственное дорогое кольцо. Олег, подчиненный Германа, который ограбил его и вылетел с работы с простреленной ногой шантажирует Павла, узнав о его отношениях с девушкой Германа. Ему нужны планы помещений бизнес центра Алмаз, где Герман является совладельцем. Паша приходит к группе психбольных, чтобы они помогли с ювелирным магазином и поиском кольца. Один из больных Костя пропадает из больницы будучи увлеченным поисками. Павел и Татьяна Андреевна находят его, а также вора и кольцо. История Кости грустная, он оказался в психбольнице из за преследования девушки в которую влюбился, найдя её Паша уговаривает поговорить с Костей и простить, что испугал её. |
| 3       | 13.10.2022 | Отец Паши ушел из семьи, когда он был маленьким и пропал, парень хочет найти его. Пазлы, которые всегда дарил его отец наводит его на идею, где он мог находится. Поиски приводят к другу отца, который говорит, что он сам искал сына. Брат Паши, явно скрывает подробности пропажи отца. В клубе Германа пропадает дочь зампрокурора, Паше предстоит выяснить где она. Очередные абсурдные предположения психбольных помогают найти девушку, она не похищена, а с подругой решила вымогать деньги у отца. Паша подключает группу к поискам своего отца. Влад, один из больных, знает все планы всех зданий в городе, это его навязчивое состояние, после того как он потерял дочь в торговом центре. Паша просит его нарисовать план здания Алмаз. Попав в архив Паша выясняет, что в розыск его никто из семьи не подавал, а отец ушел сам. |
| 4       | 20.10.2022 | У Татьяны Андреевны есть сын, смышленый мальчик, также она встречается с коллегой из больницы. Герман узнает, что у его девушки есть любовник и поручает Павлу найти его. Очередным детективным делом Паши становится поиск собаки женатой пары, позже выяснится, что она в сумке грабителей пришедших в их дом по наводке. Обрисовав общие черты дела группе психбольных у одного из них случается приступ. В нём живут две личности, он и его погибшая в детстве сестра, которая дает ему советы. Гоша, сын Татьяны Андреевны уверен, что Паша с мамой будут встречаться и он станет его будущим папой. Поиски отца приводят парня в рыболовный клуб, который отец посещал с неизвестной женщиной. Начальник Татьяны Андреевны предлагает собрать ученный совет, дабы оценить улучшения больных при её специфической терапии. |
| 5       | 27.10.2022 | С Пашей выходит на связь женщина отца с которой он сожительствовал, уйдя из семьи, где он неизвестно, расстались они давно, прожили год вместе. Его новая фамилия Семенов, зачем он её сменил непонятно. Герман ждёт результаты по любовнику его пассии. Курьер доставки пиццы отправившийся отвозить заказ пропадает в неизвестном направлении бросив машину, Паша должен выяснить, что случилось. Герман проследил за своей девушкой, когда она выходила он Паши. Одного из больных группы забирает домой жена, на его место берут девушку Леру, она из соседнего отделения больницы для буйных. Она и помогает раскрыть это дело, пропавший стал свидетелем бандитской разборки и сбежал с кучей денег, которые принадлежали Герману. Через неделю назначена показательная сессия для метода Татьяны Андреевны. Паша узнает, что отец умер ещё в апреле 2008 года, а позже признается Герману, что таинственный любовник он. Герман увольняет его. |
| 6       | 03.11.2022 | У подруги Татьяны Андреевны пропал дедушка, 71 год, продал квартиру и без ведома родственников пропал без вести. Предположения группы психбольных приводит Пашу и Татьяну Андреевну на дачу деда, где их запирает неизвестный в подвале. Олег получивших от Паши чертежи здания Алмаза требует ещё и неприметную машину. Просидев вместе взаперти до поздней ночи пара сближается, их влечет друг к другу. Общими усилиями дед найден, он просто отправился по местам где они были с его умершей женой. Приближается день показательной сессии, Паше надо найти дело. Приехав к маме, попросить прощения за нервное поведение из за поисков отца, он находит пазл присланный отцом когда-то, по дате понятно, он отправлен после его смерти. |
| 7       | 10.11.2022 | Отправившись в больницу к партнерам по поискам, Паша доносит возникшие новые обстоятельства по делу отца до разума больных, они уверены, если он так продолжит, скоро окажется среди них. Паша просит у брата любое из не раскрытых полицией дел, для показательного выступления. У клининговой компании похитили принтер, сканер и отчетность за последний год. Ученный совет не впечатлен методом Татьяны Андреевны, показательная сессия провалена, но её начальник убеждает повторить её днем позже. Гоша сын Татьяны Андреевны приходит к Паше и настаивает, что ему нужно действовать, а то упустит её. Повторная сессия проходит успешно, дело раскрыто. Также Паша понимает зачем Олегу понадобился план Алмаза и машина, он с сообщниками грабит это офисное здание, а Саша, брат Паши ранен при попытке задержать их. |
| 8       | 17.11.2022 | В больнице Паша сдает кровь для брата, но группа крови не подходит. Олег приходит к Герману и говорит, что деньги из Алмаза украл Павел, которого ищет полиция, так катафалк на котором совершили ограбление был куплен им. Также Олег похищает Гошу, сына Татьяны Андреевны, чтобы манипулировать Пашей и приказывает убить Германа. Паша просит помощи у психбольных, чтобы разработать план действий, а они сбегают из больницы, чтобы помочь Паше справиться. Инсценировав убийство Германа Паша надеется вернуть ребёнка, но выясняется, что вся затея ограбить Алмаз, убить Германа и подставить Пашу принадлежит Марине, бывшей девушке Германа. Украв автобус, группа больных добирается в клуб, где происходит разборка и помогают Паше, все обходится без жертв, а Марина сбегает с деньгами. Через месяц брата Паши выписывают из больницы, они всей семьей приезжают в дом где живёт мать с отчимом. Паша решает развеять подозрения по поводу группы крови и оказывается прав, у него редкий резус фактор, как и у отчима. Становится понятно, что человек которого он всегда считал отцом, чужой человек, а настоящий отец всегда был рядом и пазлы всегда покупал ему он. После в квартиру Паши приходит мужчина, тот не настоящий отец и стреляет в него в упор. |

## Факты
Альтернативное название сериала — «Потерянные».
Режиссёрское кресло занял Роман Волобуев, который снимал такие проекты, как «Просто представь, что мы знаем», «Последний министр», «Аврора».
Авторами сценария выступили Юрий Патренин («Здравствуйте, мы ваша крыша!», «Аманда О») и Сергей Калужанов («Мажор-3», «Игра на выживание», «Метод-2»).
Аристарх Венес исполнил главную роль. Он известен по таким кинолентам, как «Кадетство», «Закон каменных джунглей», «Водоворот».
К актёрскому касту присоединились Кристина Казинская, Анна Шепелева, Фёдор Лавров, Сергей Епишев, Александр Голубков, Павел Чинарёв.
Премьера сериала состоялась 6 октября 2022 года на платформе Кинопоиск. Позднее проект был продемонстрирован на Первом канале.